# 李壽彭
李壽彭，山東武定縣人，清朝政治人物、進士出身。
雍正二年（1724年）甲辰科二甲進士。雍正七年，擔任山西介休縣知縣。